# Ammophilomima indiae
Ammophilomima indiae là một loài ruồi trong họ Asilidae. Ammophilomima indiae được Martin miêu tả năm 1973. Loài này phân bố ở miền Ấn Độ - Mã Lai.